# Rally van Mexico 2007
De Rally van Mexico 2007, formeel 21º Corona Rally México, was de 21e editie van de Rally van Mexico en de vierde ronde van het wereldkampioenschap rally in 2007. Het was de 427e rally in het wereldkampioenschap rally die georganiseerd wordt door de Fédération Internationale de l'Automobile (FIA). De start en finish was in León.

## Programma
| Etappe | Datum             | Klassementsproeven | Competitieve afstand |
| ------ | ----------------- | ------------------ | -------------------- |
| 1      | Vrijdag 9 maart   | 8                  | 145,62 kilometer     |
| 2      | Zaterdag 10 maart | 8                  | 158,38 kilometer     |
| 3      | Zondag 11 maart   | 4                  | 62,06 kilometer      |
|        |                   |                    |                      |
| Totaal | Totaal            | 20                 | 366,06 kilometer     |

## Resultaten
| Algemene top tien | Algemene top tien | Algemene top tien  | Algemene top tien          | Algemene top tien | Algemene top tien | Algemene top tien | Algemene top tien |
| Pos.              | #                 | Rijder             | Auto                       | Gr/kl             | Tijd              | Eerste            | Punten            |
| Pos.              | #                 | Navigator          | Inschrijving               | C                 | Straftijd         | Vorige            | Punten            |
| ----------------- | ----------------- | ------------------ | -------------------------- | ----------------- | ----------------- | ----------------- | ----------------- |
| 1.                | 1                 | Sébastien Loeb     | Citroën C4 WRC             | A8                | 3:48:13,3         | 0:00              | 10                |
| 1.                | 1                 | Daniel Elena       | Citroën Total WRT          | C                 |                   | =                 | 10                |
| 2.                | 3                 | Marcus Grönholm    | Ford Focus RS WRC 06       | A8                | 3:49:09,1         | + 55,8            | 8                 |
| 2.                | 3                 | Timo Rautiainen    | BP Ford World Rally Team   | C                 |                   | + 55,8            | 8                 |
| 3.                | 4                 | Mikko Hirvonen     | Ford Focus RS WRC 06       | A8                | 3:49:41,0         | + 1:27,7          | 6                 |
| 3.                | 4                 | Jarmo Lehtinen     | BP Ford World Rally Team   | C                 |                   | + 31,9            | 6                 |
| 4.                | 2                 | Daniel Sordo       | Citroën C4 WRC             | A8                | 3:49:57,0         | + 1:43,7          | 5                 |
| 4.                | 2                 | Marc Martí         | Citroën Total WRT          | C                 |                   | + 16,0            | 5                 |
| 5.                | 8                 | Chris Atkinson     | Subaru Impreza S12B WRC 07 | A8                | 3:50:37,4         | + 2:24,1          | 4                 |
| 5.                | 8                 | Glenn MacNeall     | Subaru World Rally Team    | C                 |                   | + 40,4            | 4                 |
| 6.                | 5                 | Manfred Stohl      | Citroën Xsara WRC          | A8                | 3:51:58,8         | + 3:45,5          | 3                 |
| 6.                | 5                 | Ilka Minor         | OMV Kronos Citroën WRT     | C                 |                   | + 1:21,4          | 3                 |
| 7.                | 9                 | Jari-Matti Latvala | Ford Focus RS WRC 06       | A8                | 3:52:24,1         | + 4:10,8          | 2                 |
| 7.                | 9                 | Miikka Anttila     | Stobart VK Ford Rally Team | C                 |                   | + 25,3            | 2                 |
| 8.                | 16                | Matthew Wilson     | Ford Focus RS WRC 06       | A8                | 4:00:35,9         | + 12:22,6         | 1                 |
| 8.                | 16                | Michael Orr        | Stobart VK Ford Rally Team | A8                | 0:10              | + 8:11,8          | 1                 |
| 9.                | 10                | Henning Solberg    | Ford Focus RS WRC 06       | A8                | 4:02:29,0         | + 14:15,7         |                   |
| 9.                | 10                | Cato Menkerud      | Stobart VK Ford Rally Team | C                 | 0:30              | + 1:53,1          |                   |
| 10.               | 34                | Mark Higgins       | Mitsubishi Lancer Evo IX   | N4                | 4:08:44,5         | + 20:31,2         |                   |
| 10.               | 34                | Scott Martin       | Mark Higgins               | N4                |                   | + 6:15,5          |                   |
| DNF top tien      |                   |                    |                            |                   |                   |                   |                   |
| Pos.              | #                 | Rijder             | Auto                       | Gr/kl             | KP                | Reden             | Reden             |
| Pos.              | #                 | Navigator          | Inschrijving               | C                 | KP                | Reden             | Reden             |
| DNF               | 7                 | Petter Solberg     | Subaru Impreza S12B WRC 07 | A8                | 6                 | Olielek           | Olielek           |
| DNF               | 7                 | Phil Mills         | Subaru World Rally Team    | C                 | 6                 | Olielek           | Olielek           |
| DNF               | 17                | Gareth MacHale     | Ford Focus RS WRC 06       | A8                | 13                | Mechanisch        | Mechanisch        |
| DNF               | 17                | Paul Nagle         | Gareth MacHale             | A8                | 13                | Mechanisch        | Mechanisch        |
| DNF               | 39                | Nasser Al-Attiyah  | Subaru Impreza WRX STi     | N4                | 3                 | Ongeluk           | Ongeluk           |
| DNF               | 39                | Chris Patterson    | QMMF                       | N4                | 3                 | Ongeluk           | Ongeluk           |
| DNF               | 41                | Leszek Kuzaj       | Subaru Impreza WRX STi     | N4                | 13                | Wiel afgebroken   | Wiel afgebroken   |
| DNF               | 41                | Jarosław Baran     | Subaru Poland Rally Team   | N4                | 13                | Wiel afgebroken   | Wiel afgebroken   |
| DNF               | 44                | Mauro Rongoni      | Subaru Impreza WRX STi     | N4                | 1                 | Versnellingsbak   | Versnellingsbak   |
| DNF               | 44                | Simone Scattolin   | Motoring Club              | N4                | 1                 | Versnellingsbak   | Versnellingsbak   |
| DNF               | 51                | Martin Rauam       | Mitsubishi Lancer Evo IX   | N4                | 9                 | Transmissie       | Transmissie       |
| DNF               | 51                | Kristo Kraag       | Martin Rauam               | N4                | 9                 | Transmissie       | Transmissie       |
| DNF               | 59                | Francisco Name jr. | Mitsubishi Lancer Evo VII  | N4                | 9                 | Onbekend          | Onbekend          |
| DNF               | 59                | Armando Zapata     | Francisco Name jr.         | N4                | 9                 | Onbekend          | Onbekend          |
| DNF               | 62                | Benito Guerra jr.  | Mitsubishi Lancer Evo VIII | N4                | 19                | Mechanisch        | Mechanisch        |
| DNF               | 62                | Marcelo Brizio     | Benito Guerra jr.          | N4                | 19                | Mechanisch        | Mechanisch        |
| DNF               | 63                | Karl Scheible      | Subaru Impreza WRX STi     | N4                | 9                 | Onbekend          | Onbekend          |
| DNF               | 63                | Angelica Fuentes   | Karl Scheible              | N4                | 9                 | Onbekend          | Onbekend          |
| EX                | 65                | Brian Street       | Mitsubishi Lancer Evo VI   | N4                | 9                 | Uitgesloten       | Uitgesloten       |
| EX                | 65                | Robert Amato       | Brian Street               | N4                | 9                 | Uitgesloten       | Uitgesloten       |

| PWRC top drie | PWRC top drie     | PWRC top drie |
| Pos.          | Rijder            | Pnt.          |
| ------------- | ----------------- | ------------- |
| 1             | Mark Higgins      | 10            |
| 2             | Toshi Arai        | 8             |
| 3             | Kristian Sohlberg | 6             |

## Statistieken

#### Klassementsproeven
| Etappe | Datum    | KP | Starttijd | Naam            | Lengte   | Snelste rijder             | Tijd    | Gem. snelheid | Rallyleider    |
| ------ | -------- | -- | --------- | --------------- | -------- | -------------------------- | ------- | ------------- | -------------- |
| 1      | 9 maart  | 1  | 9:28      | Alfaro 1        | 23,06 km | Petter Solberg             | 14:03,5 | 98,42 km/u    | Petter Solberg |
| 1      | 9 maart  | 2  | 9:51      | Ortega 1        | 29,66 km | Petter Solberg             | 17:28,7 | 101,82 km/u   | Petter Solberg |
| 1      | 9 maart  | 3  | 10:34     | El Cubilete 1   | 17,88 km | Petter Solberg             | 9:45,6  | 109,92 km/u   | Petter Solberg |
| 1      | 9 maart  | 4  | 13:02     | Alfaro 2        | 23,06 km | Sébastien Loeb             | 13:47,0 | 100,38 km/u   | Petter Solberg |
| 1      | 9 maart  | 5  | 14:25     | Ortega 2        | 29,66 km | Manfred Stohl              | 16:58,2 | 104,87 km/u   | Petter Solberg |
| 1      | 9 maart  | 6  | 15:08     | El Cubilete 2   | 17,88 km | Sébastien Loeb             | 9:37,5  | 111,46 km/u   | Sébastien Loeb |
| 1      | 9 maart  | 7  | 16:29     | Super Special 1 | 2,21 km  | Marcus Grönholm            | 1:42,6  | 77,54 km/u    | Sébastien Loeb |
| 1      | 9 maart  | 8  | 16:33     | Super Special 2 | 2,21 km  | Chris Atkinson             | 1:42,6  | 78,00 km/u    | Sébastien Loeb |
|        |          |    |           |                 |          |                            |         |               | Sébastien Loeb |
| 2      | 10 maart | 9  | 8:19      | Ibarrilla 1     | 30,20 km | Sébastien Loeb             | 18:17,3 | 99,08 km/u    | Sébastien Loeb |
| 2      | 10 maart | 10 | 9:42      | Duarte 1        | 23,51 km | Sébastien Loeb             | 17:55,0 | 78,73 km/u    | Sébastien Loeb |
| 2      | 10 maart | 11 | 10:33     | Derramadero 1   | 23,27 km | Marcus Grönholm            | 14:01,6 | 99,54 km/u    | Sébastien Loeb |
| 2      | 10 maart | 12 | 13:07     | Ibarrilla 2     | 30,20 km | Sébastien Loeb             | 18:02,6 | 100,42 km/u   | Sébastien Loeb |
| 2      | 10 maart | 13 | 14:30     | Duarte 2        | 23,51 km | Marcus Grönholm            | 17:32,2 | 80,44 km/u    | Sébastien Loeb |
| 2      | 10 maart | 14 | 15:21     | Derramadero 1   | 23,27 km | Sébastien Loeb             | 13:49,4 | 101,00 km/u   | Sébastien Loeb |
| 2      | 10 maart | 15 | 16:35     | Super Special 3 | 2,21 km  | Daniel Sordo Manfred Stohl | 1:44,6  | 76,06 km/u    | Sébastien Loeb |
| 2      | 10 maart | 16 | 16:39     | Super Special 4 | 2,21 km  | Marcus Grönholm            | 1:43,6  | 76,80 km/u    | Sébastien Loeb |
|        |          |    |           |                 |          |                            |         |               | Sébastien Loeb |
| 3      | 11 maart | 17 | 8:23      | León            | 16,29 km | Mikko Hirvonen             | 10:35,8 | 92,24 km/u    | Sébastien Loeb |
| 3      | 11 maart | 18 | 8:54      | Guanajuatito    | 23,34 km | Marcus Grönholm            | 15:12,3 | 92,10 km/u    | Sébastien Loeb |
| 3      | 11 maart | 19 | 10:27     | Comanjilla      | 18,01 km | Mikko Hirvonen             | 10:17,6 | 104,98 km/u   | Sébastien Loeb |
| 3      | 11 maart | 20 | 11:28     | Super Special 5 | 4,42 km  | Marcus Grönholm            | 3:23,6  | 78,15 km/u    | Sébastien Loeb |

| KP overwinningen | KP overwinningen |
| Rijder           | Aantal           |
| ---------------- | ---------------- |
| Marcus Grönholm  | 6                |
| Sébastien Loeb   | 6                |
| Petter Solberg   | 3                |
| Mikko Hirvonen   | 2                |
| Manfred Stohl    | 2                |
| Chris Atkinson   | 1                |
| Daniel Sordo     | 1                |

## Kampioenschap standen

#### Rijders
|   | Pos. | Rijder          | Pnt. |
| - | ---- | --------------- | ---- |
| = | 1    | Marcus Grönholm | 32   |
| 1 | 2    | Sébastien Loeb  | 28   |
| 1 | 3    | Mikko Hirvonen  | 26   |
| 1 | 4    | Daniel Sordo    | 13   |
| 1 | 5    | Henning Solberg | 11   |

#### Constructeurs
|   | Pos. | Constructeur               | Pnt. |
| - | ---- | -------------------------- | ---- |
| = | 1    | BP Ford World Rally Team   | 58   |
| = | 2    | Citroën Total WRT          | 43   |
| = | 3    | Stobart VK Ford Rally Team | 19   |
| = | 4    | Subaru World Rally Team    | 19   |
| = | 5    | OMV Kronos Citroën WRT     | 14   |

- Noot: Enkel de top 5-posities worden in beide standen weergegeven.